# Sterrhochaeta fulgurata
Sterrhochaeta fulgurata là một loài bướm đêm trong họ Geometridae.